# Обурка
Обурка (пол. Obórka) — село в Польщі, у гміні Ґнезно Гнезненського повіту Великопольського воєводства.
Населення — 70 осіб (2011).
У 1975-1998 роках село належало до Познанського воєводства.

## Демографія
Демографічна структура станом на 31 березня 2011 року:
|          | Загалом | Допрацездатний вік | Працездатний вік | Постпрацездатний вік |
| -------- | ------- | ------------------ | ---------------- | -------------------- |
| Чоловіки | 35      | 6                  | 27               | 2                    |
| Жінки    | 35      | 7                  | 20               | 8                    |
| Разом    | 70      | 13                 | 47               | 10                   |